# النساء تلدن النساء
النساء تلدن النساء (بالإنجليزية: womyn born womyn)‏ أو (بالإنجليزية: women born women)‏ وهو اصطلاح يبين أن المرأة تُلَد منذ البداية بأعضاء نسائية على عكس حالات الترانسجندر أواضطراب الهوية الجنسية.

## نبذة
اشتهر وانتشر هذا الاصطلاح بسبب الحركة النسوية بين سنتي 1960 و1990 وكان يبين أن إمرأه تلد فتاة ثم تنضج إلى أن يقال عنها امرأة.
قبل هذا حُرمت النساء المتحولون جنسيا واللواتي بدون هوية جنسية من التواجد في المحافل النسائيه. لكن بعد انتشار كلمة اضطراب الهوية الجنسية، حُرموا من التواجد كذلك في المحافل النسائية وبخاصة مهرجات النساء الموسيقى في ميشنغان.

## نظرية
سياسة النساء تلدن النساء هي على اساس أن تجارب النساء في المحافل الذكورية كانت موضع اعتراض